# Chery Tiggo
Chery Tiggo (кит.: 奇瑞瑞虎, укр. Чері Тіґґо) — сімейство 5-дверних позашляховиків виробництва китайської компанії Chery.

## Перше покоління

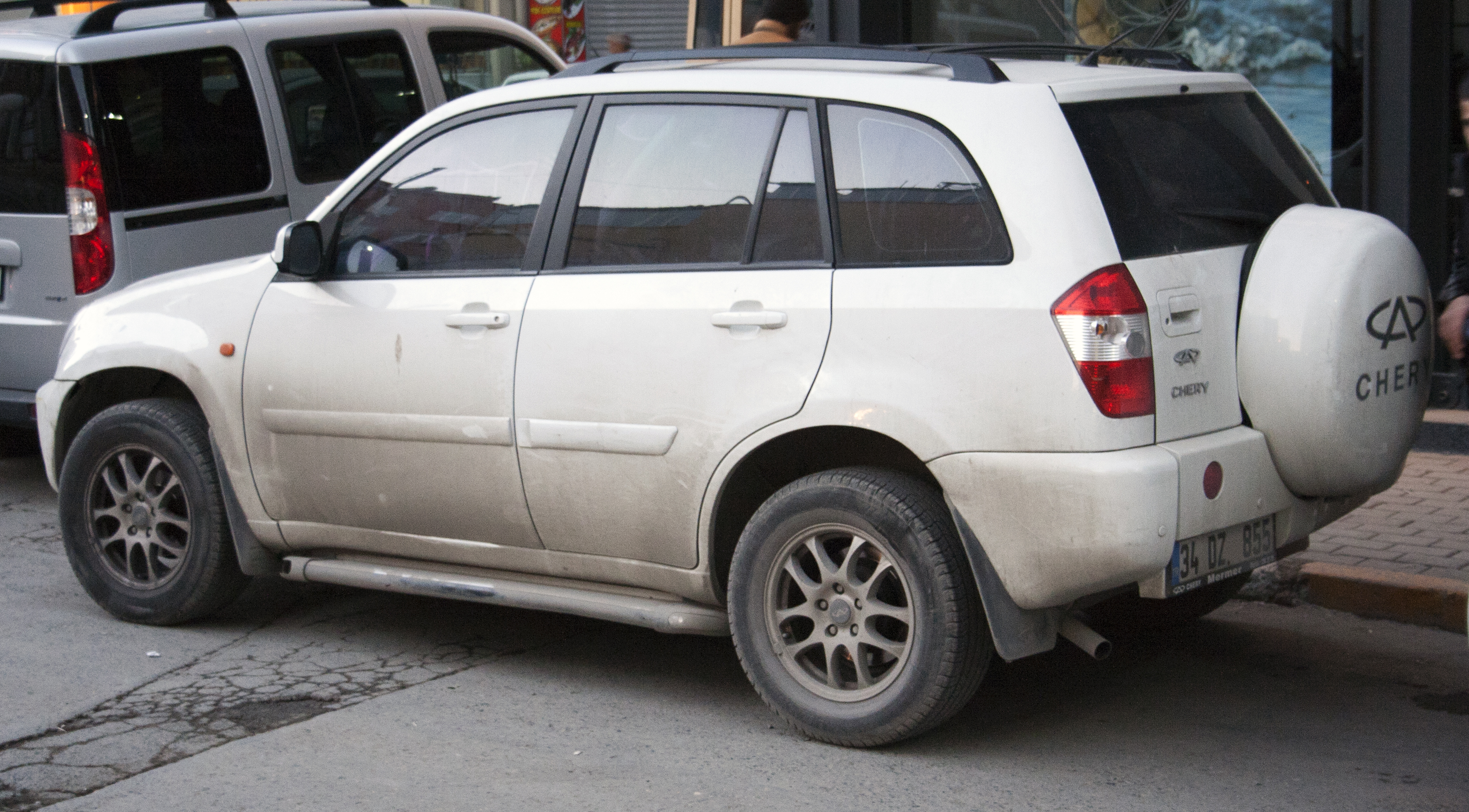
Chery Tiggo

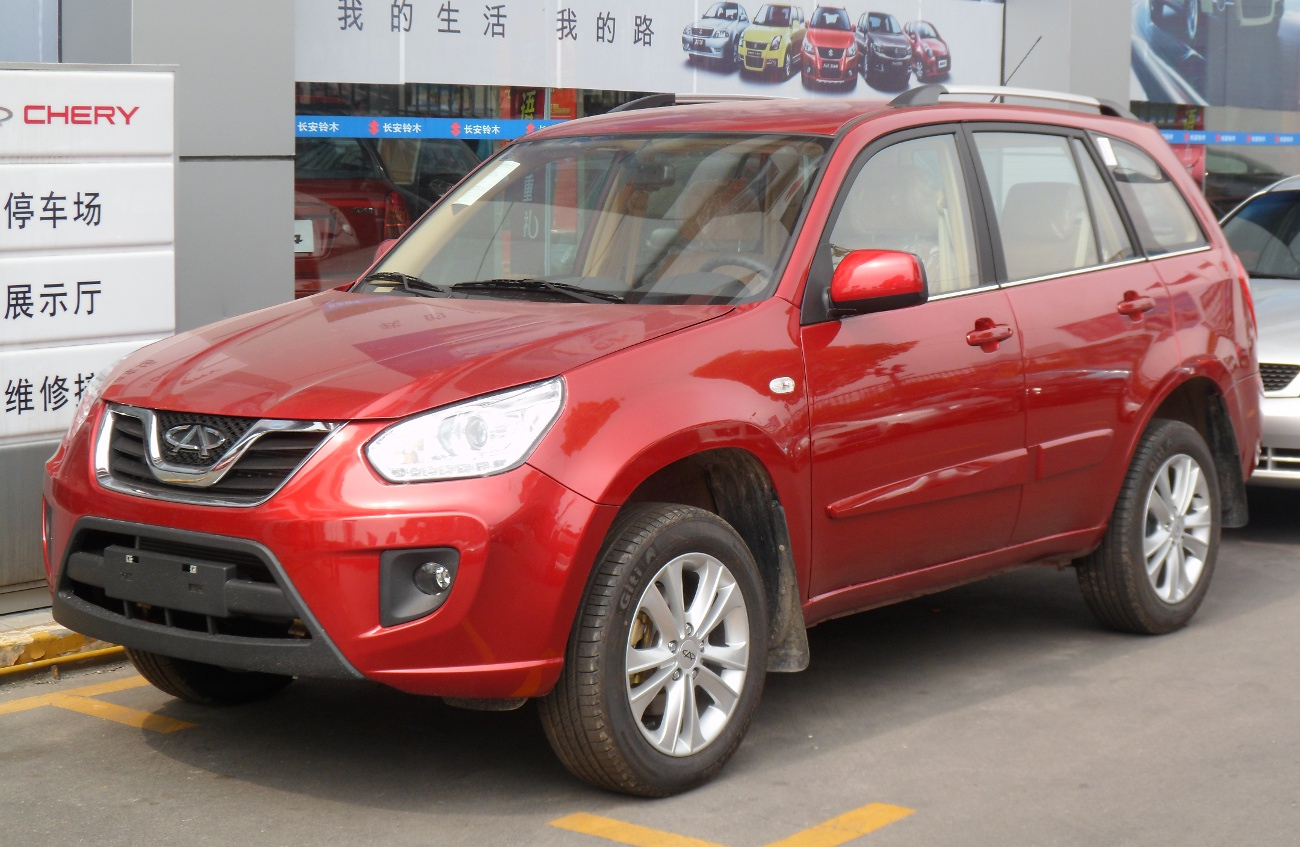
Chery Tiggo (2010-2014)

Перше покоління Chery Tiggo представлено в 2005 році з ліцензованими двигунами Mitsubishi об'ємом від  1,6 л до 2,4 л потужністю від 119 к.с. до 139 к.с. відповідно, механічною і автоматичною трансмісіями, переднім або повним приводом з віскозною муфтою BordWarner, передньою підвіскою McPherson і незалежною підвіскою ззаду, налаштованими фахівцями Lotus Engineering. Авто має свої риси, за якими його можна відрізнити від свого праобразу Toyota RAV4.
В вересні 2010 року модель модернізували. Автомобіль отримав нову зовнішність. Повністю була перероблена і техніка, яка поповнилася двигуном 1.6 (126 к.с.) і варіаторною трансмісією.
Основне виробництво зосереджене в Китаї, але автомобіль також випускається в Уругваї, Італії (під назвою DR-5) і Єгипті, а також у Росії.
За дев'ять років випуску Tiggo компанія Chery продала понад 600 тисяч примірників. Кросовер продається більш ніж в 80 країнах.

### Двигуни
| Бензинові I4 |                 |          |         |                          |                  |     |
| 1,6i         | ACTECO-SQR481F  | 1597 см³ | 16/DOHC | 119 к.с. (87.5 кВт)/6150 | 147 Нм/4300-4500 | 160 |
| 1,8i         | ACTECO-SQR481FC | 1845 см³ | 16/DOHC | 132 к.с. (97 кВт)/5750   | 170 Нм/4300-4500 | 175 |
| 2,0i         | ACTECO          | 1971 см³ | 16/DOHC | 139 к.с. (102 кВт)/5750  | 182 Нм/4300-4500 | 170 |

### Tiggo 3

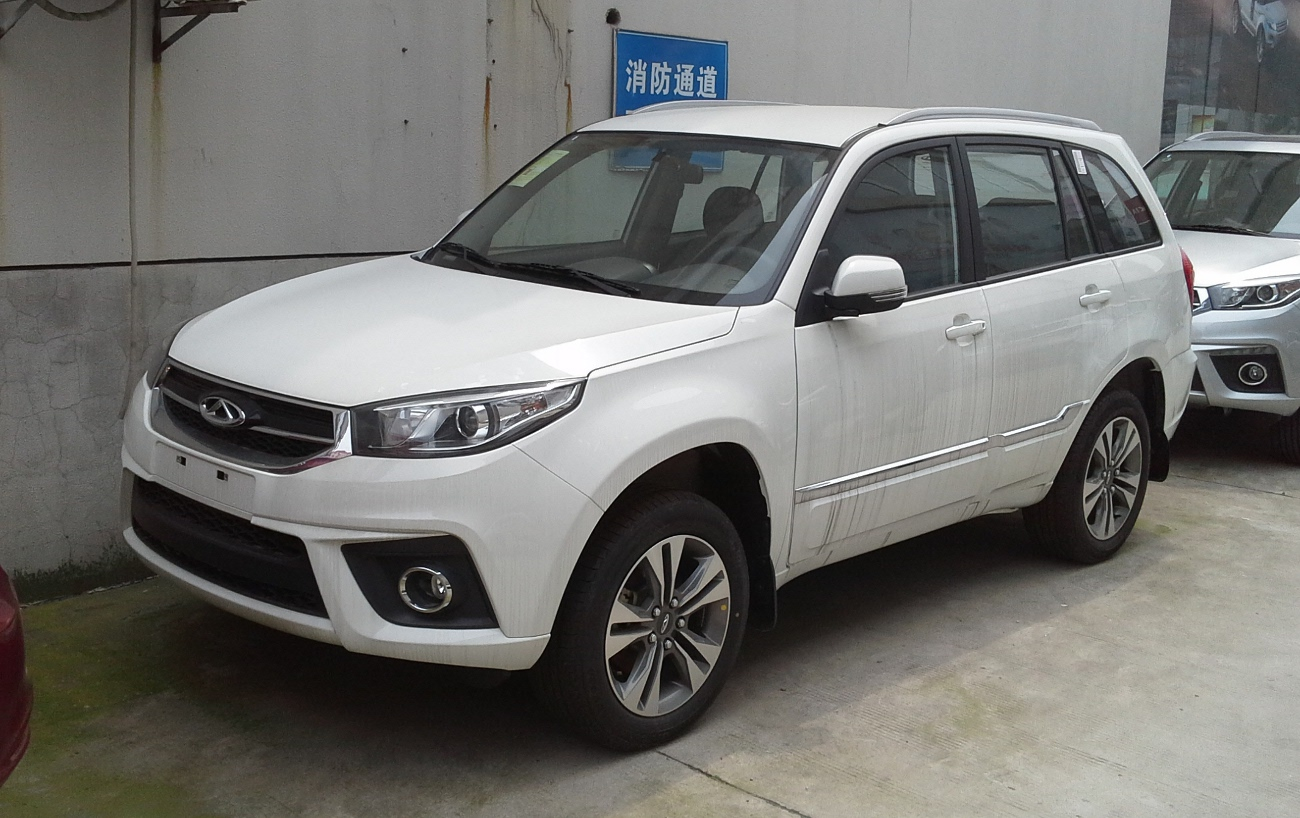
Chery Tiggo 3 (з 2014)

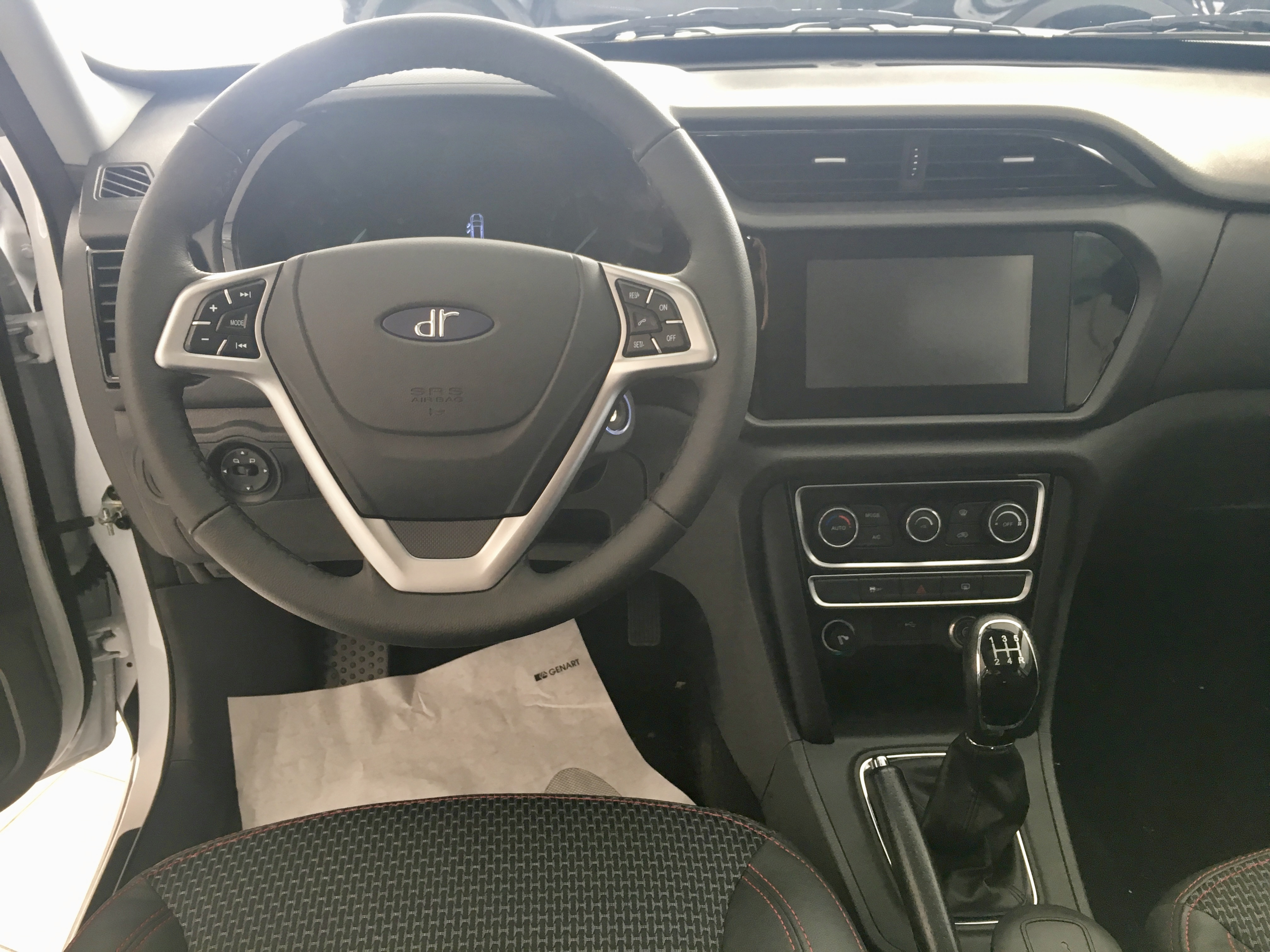
Салон

В 2014 році модель Tiggo знову модернізували і вона отримала назву Chery Tiggo 3. У Тіґґо 3 змінилися решітка радіатора, фари і ліхтарі, бампери і п'ята дверка. Рестайлінг позначився не лише на зовнішністі, помінялися і розміри: довжина тепер дорівнює 4420 мм (+30 мм до попередньої версії), ширина - 1760 (-5 мм), висота 1670 (-35 мм). Колишня широка гама моторів (агрегати 1.6, 1.8, 2.0 і 2.4) звужена до однієї «четвірки» 1.6 потужністю 126 к.с. Привід тільки передній, коробок передач дві: 5-ст. механічна і варіатор QR019CHA (CVT).
В 2016 році модель оновили, змінивши зовнішній вигляд. За умовчанням Чері Тіґґо 3 оснащується фронтальними подушками безпеки, АБС, мультикермом, кондиціонером, круїз-контролем, протитуманними фарами, світлодіодними ходовими вогнями, задніми датчиками паркування, радіо з чотирма динаміками і MP3, підігрівом передніх крісел, електричними склопідйомниками «по колу», рейлінгами на даху. Салон - тканинний (в топі йде шкірзамінник). Але фари в будь-якому випадку будуть галогеновими, а кермо регулюється тільки по висоті, настройки водійського крісла - механічні.

#### Двигун
- 1.6 DVVT SQRE4G16 126 к.с., 160 Нм

## Tiggo 2/3X

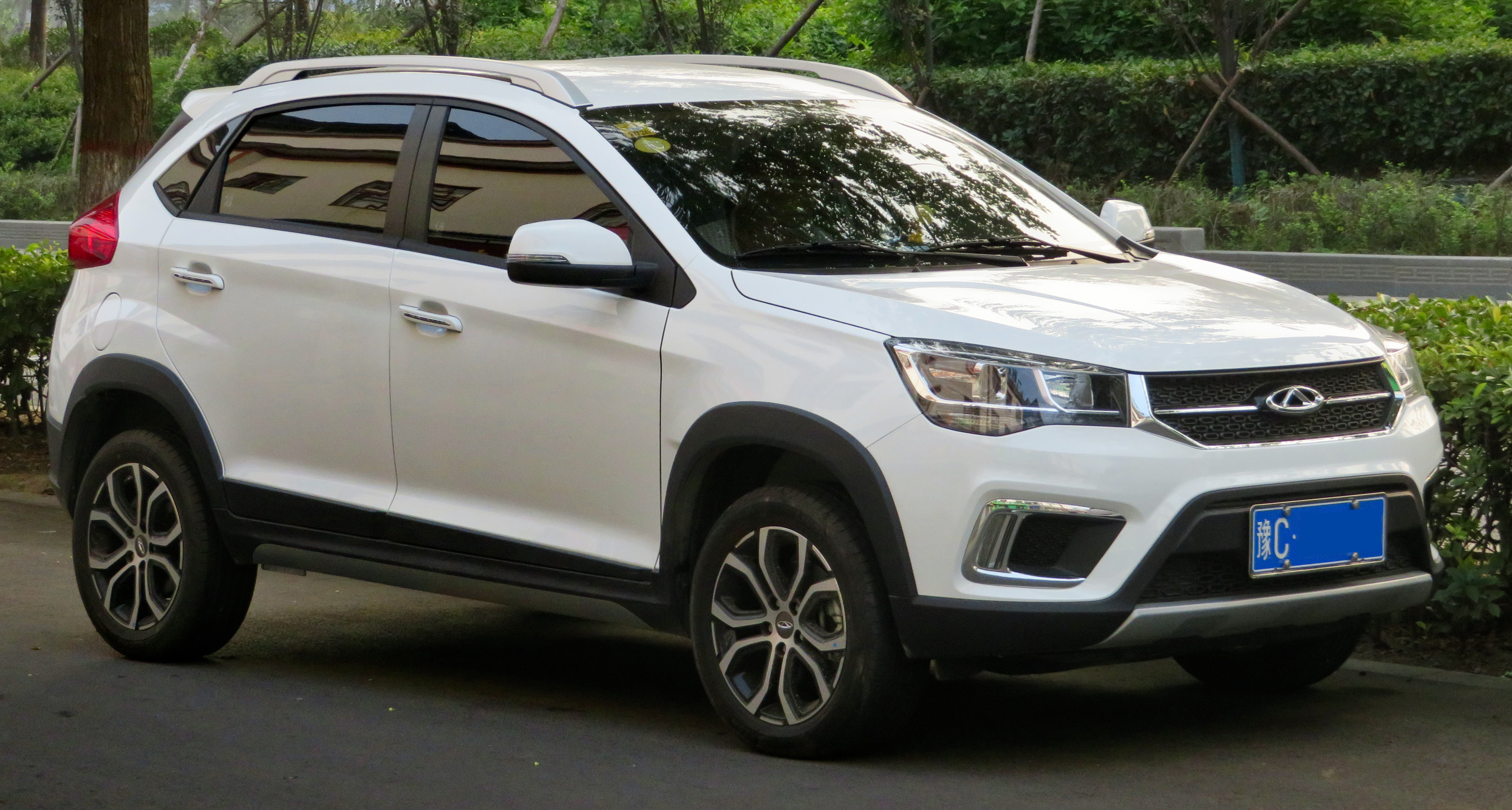
Chery Tiggo 2

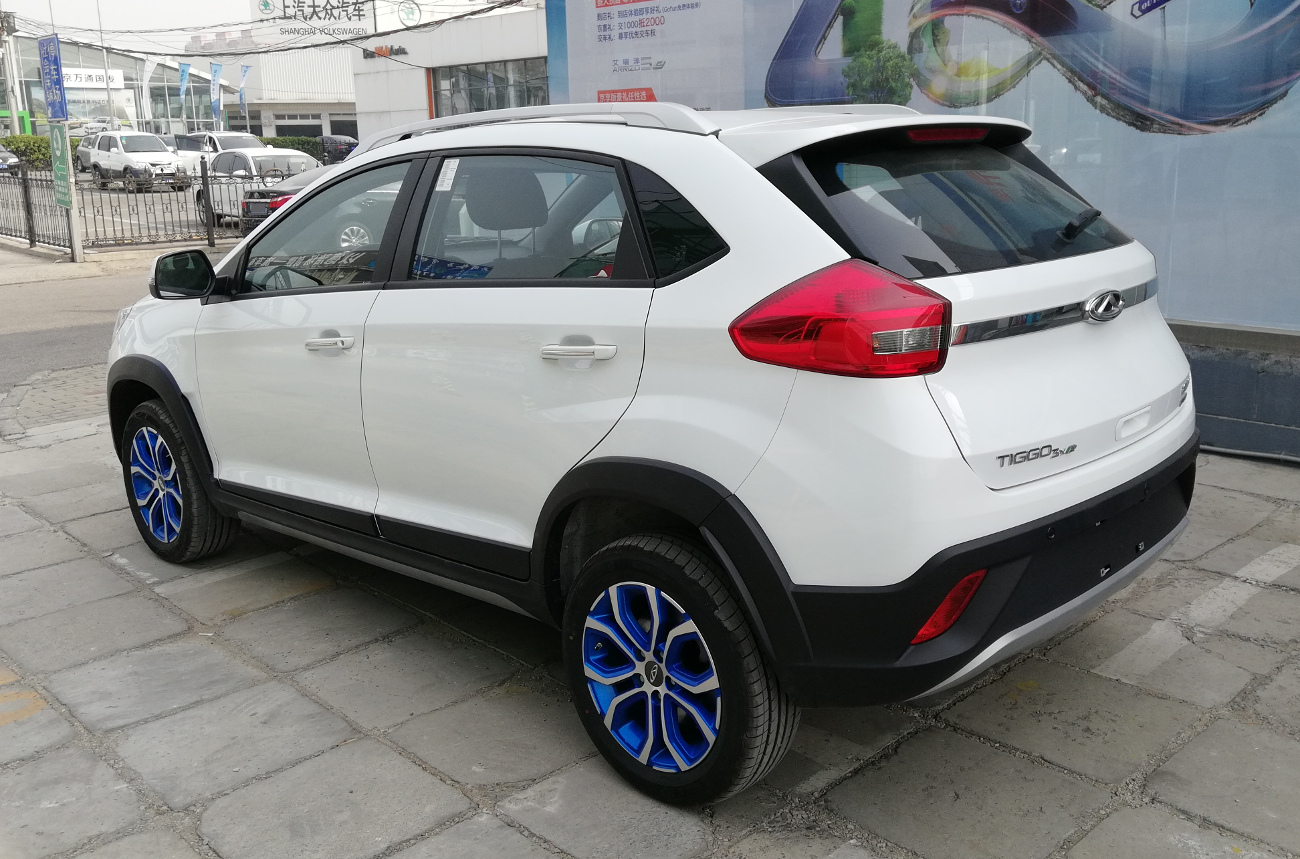
Chery Tiggo 3Xe

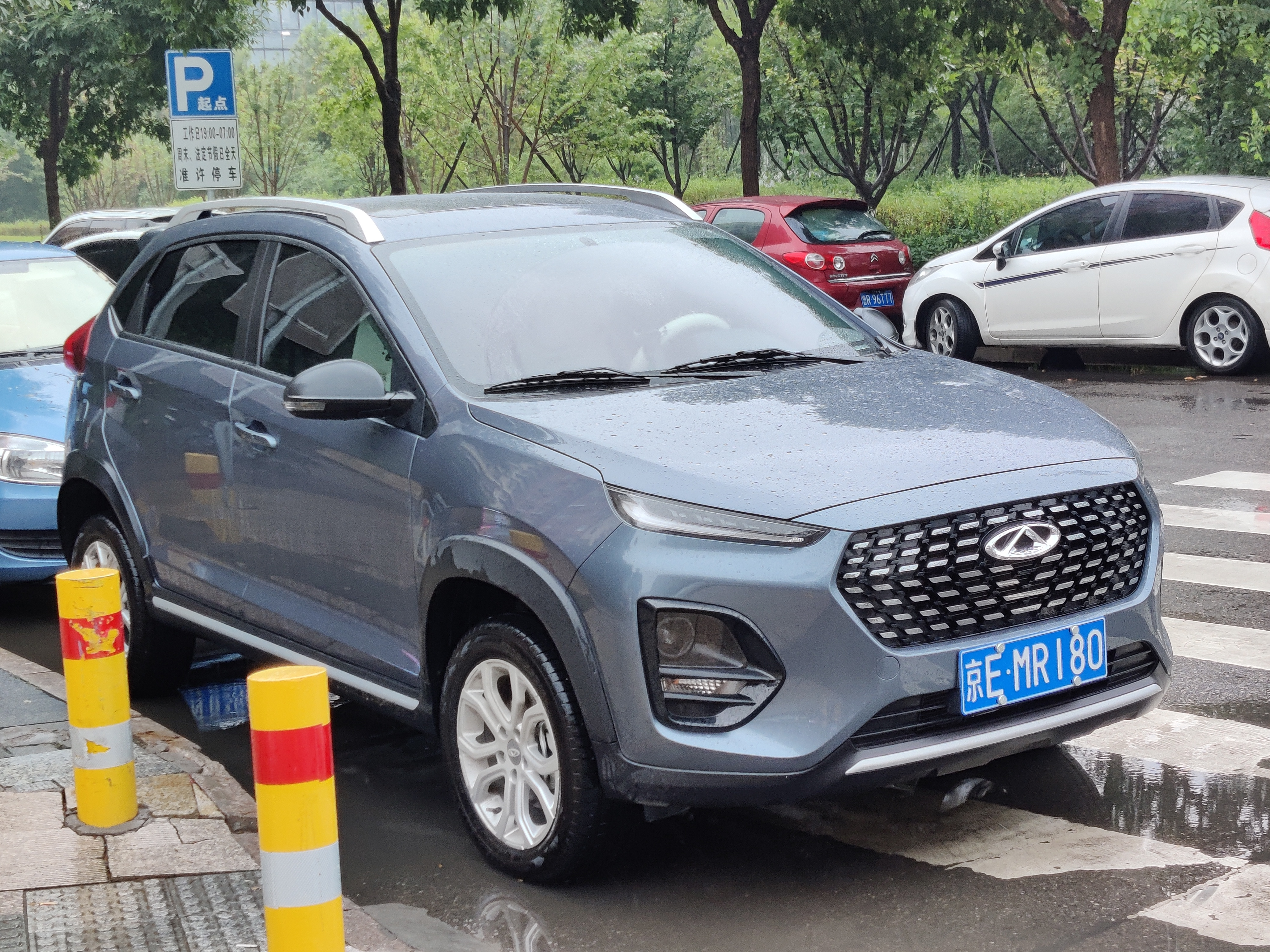
Chery Tiggo 3x Plus

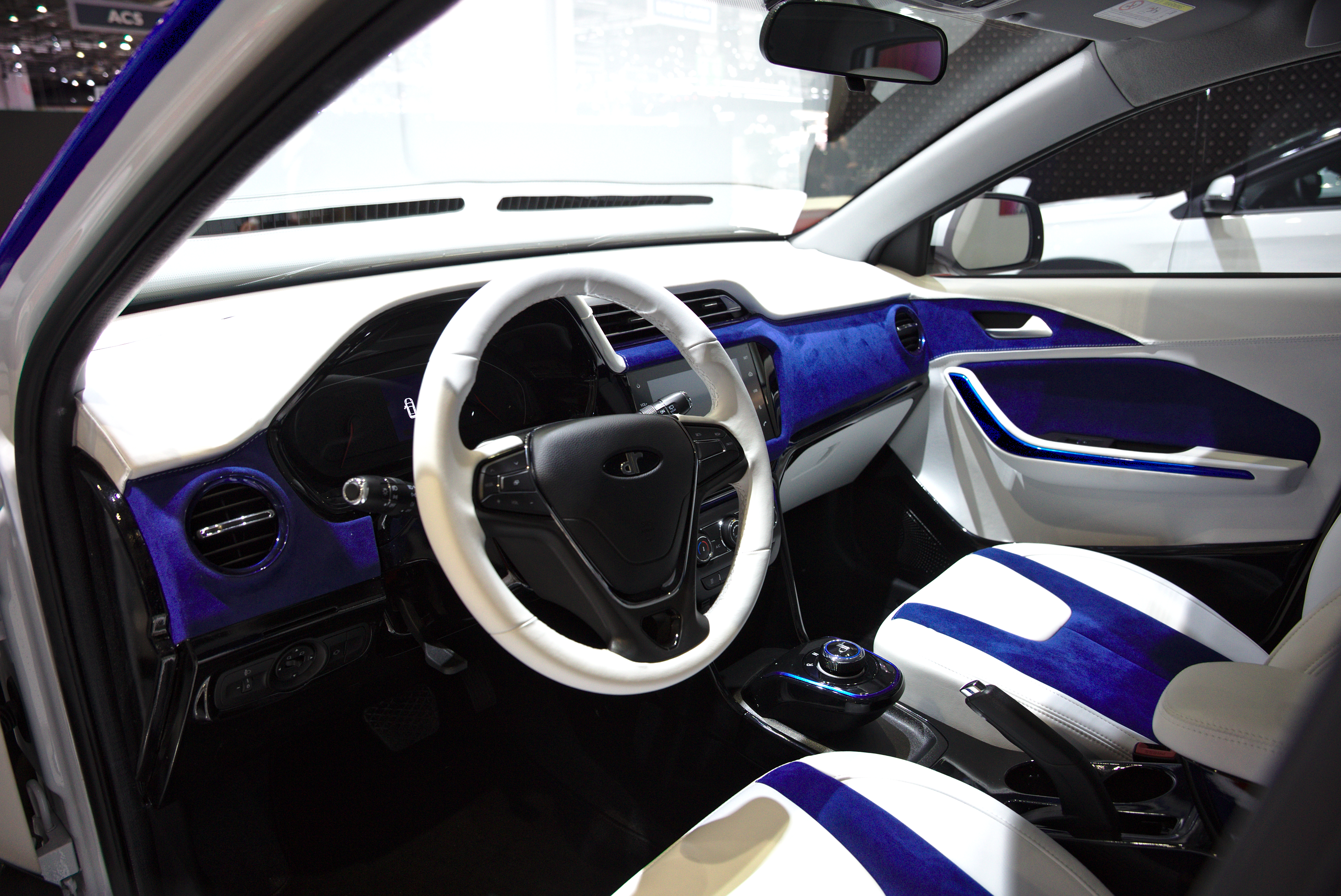
Салон

Автомобіль Chery Tiggo 2 сконструйований на базі платформи передньопривідною легковика Chery A13. Кузов, дверні прорізи, засклення і дах - все перейшло від легкової моделі, але кросовер отримав інше оформлення передньої частини, збільшені колісні арки, молдинги з боків і рейлінги на даху. Обсяг багажника - 420 л. Литі диски взуті в шини розмірності 205/55 R16.
Розробкою дизайну займалася команда під керівництвом Джеймса Хоупа, який прийшов в Chery в 2012 році. Модель Tiggo 2 була представлена в квітні 2016 року на Пекінському міжнародному автосалоні. На китайського ринку автомобіль отримав назву «Tiggo 3X». Продажі почалися 16 листопада 2016 року.
Автомобіль передньопривідний, передня підвіска незалежна типу McPherson, на поперечних важелях, з гідравлічними телескопічними амортизаторами і стабілізатором поперечної стійкості, задня підвіска напівзалежна балка з амортизаторами, передні гальма дискові, задні - барабанні.
У стандартне оснащення входять: дві подушки безпеки, АБС, світлодіодні ходові вогні, рейлінги на даху, бортовий комп'ютер, кондиціонер, обігрів передніх сидінь, радіоприймач з двома динаміками, двоколірна комбінована обробка салону (шкіра і тканина), електросклопідйомники «по колу». Версії подорожче пропонуються з шкіряним мультірулём, круїз-контролем, моніторингом тиску в шинах, Медіасистеми з восьмидюймовим сенсорним дисплеєм, камерою заднього виду і так далі.

### Двигуни
- 1.5 л SQR477F I4
- 1.5 л SQRD4G15B I4 106 к.с. при 6000 об/хв, 135 Нм при 2750 об/хв

## Tiggo 4/5X/e

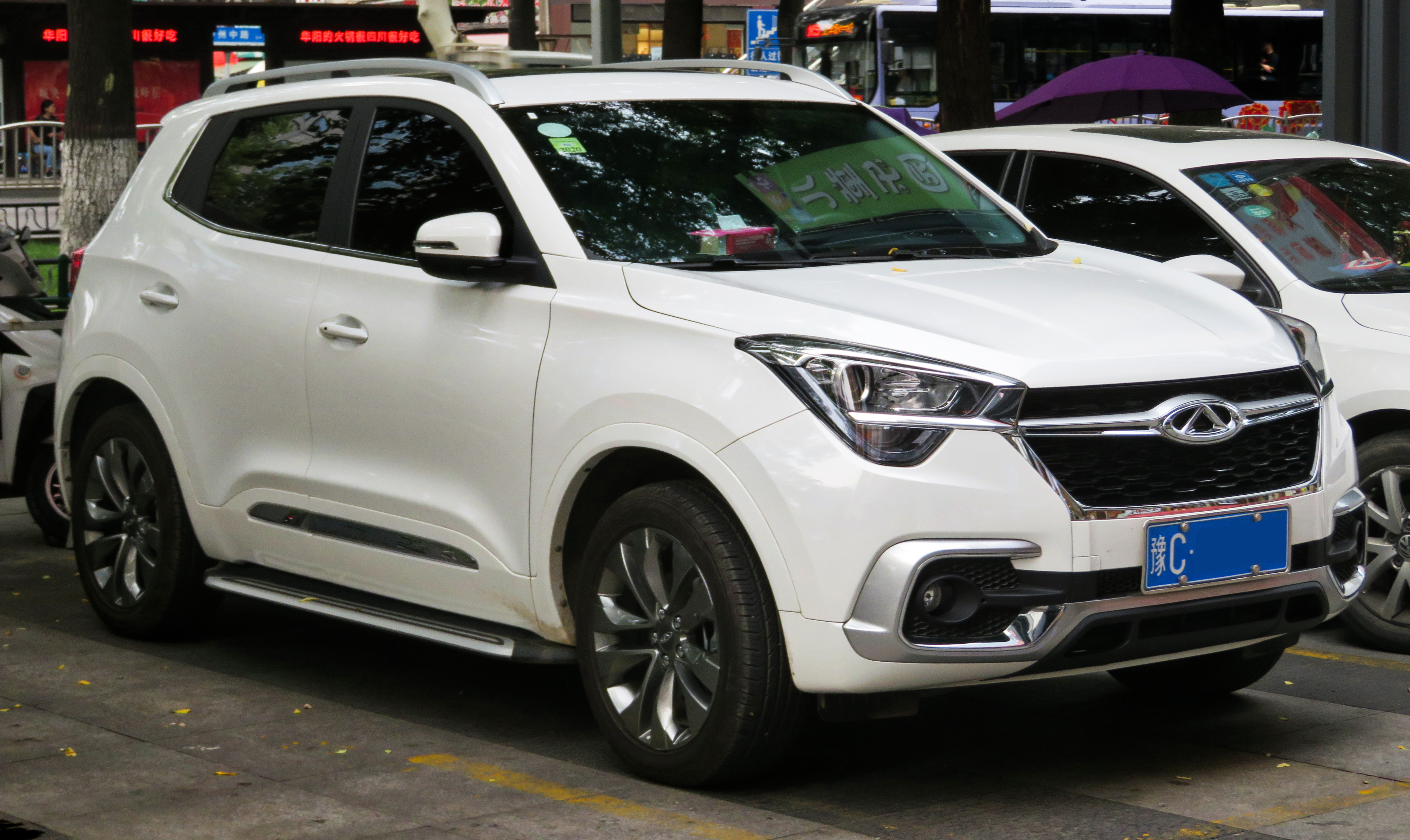
Chery Tiggo 5X

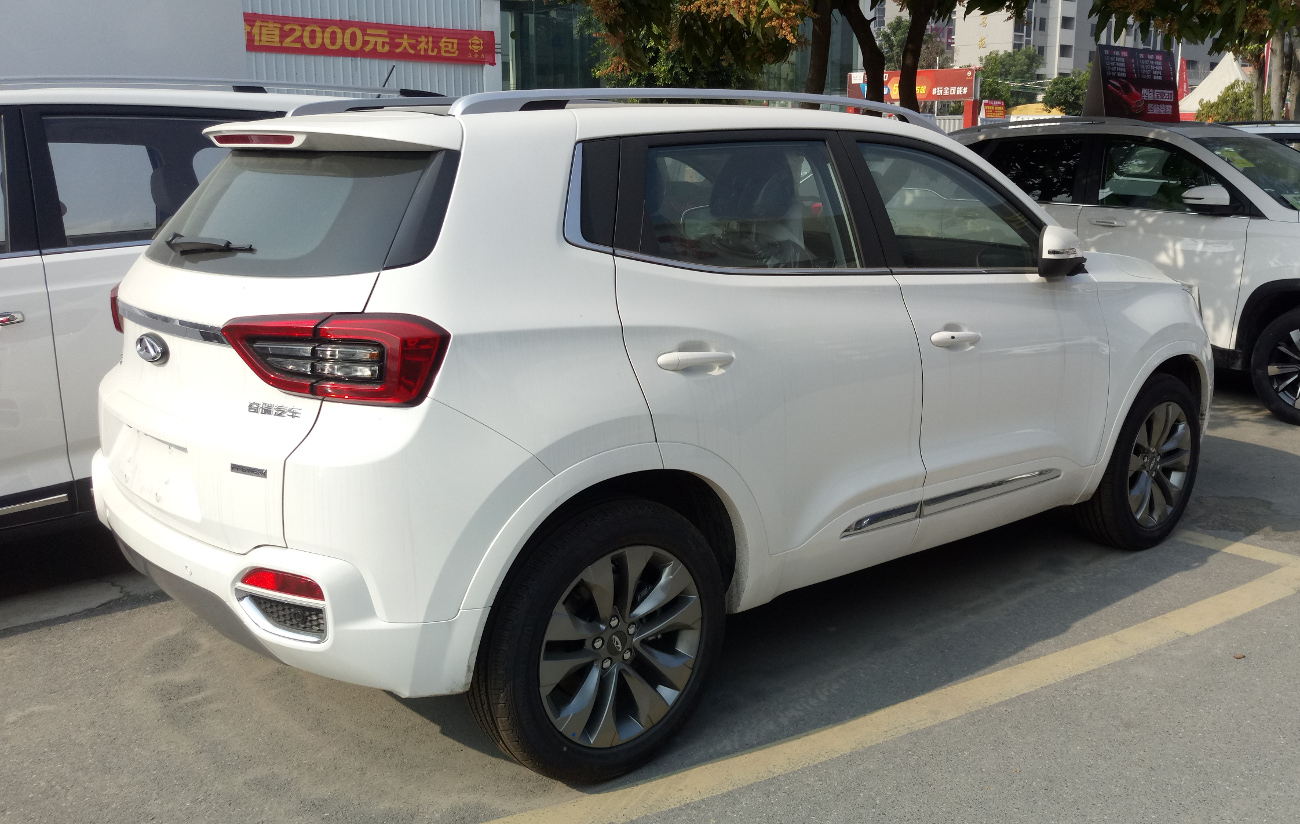
Chery Tiggo 5X

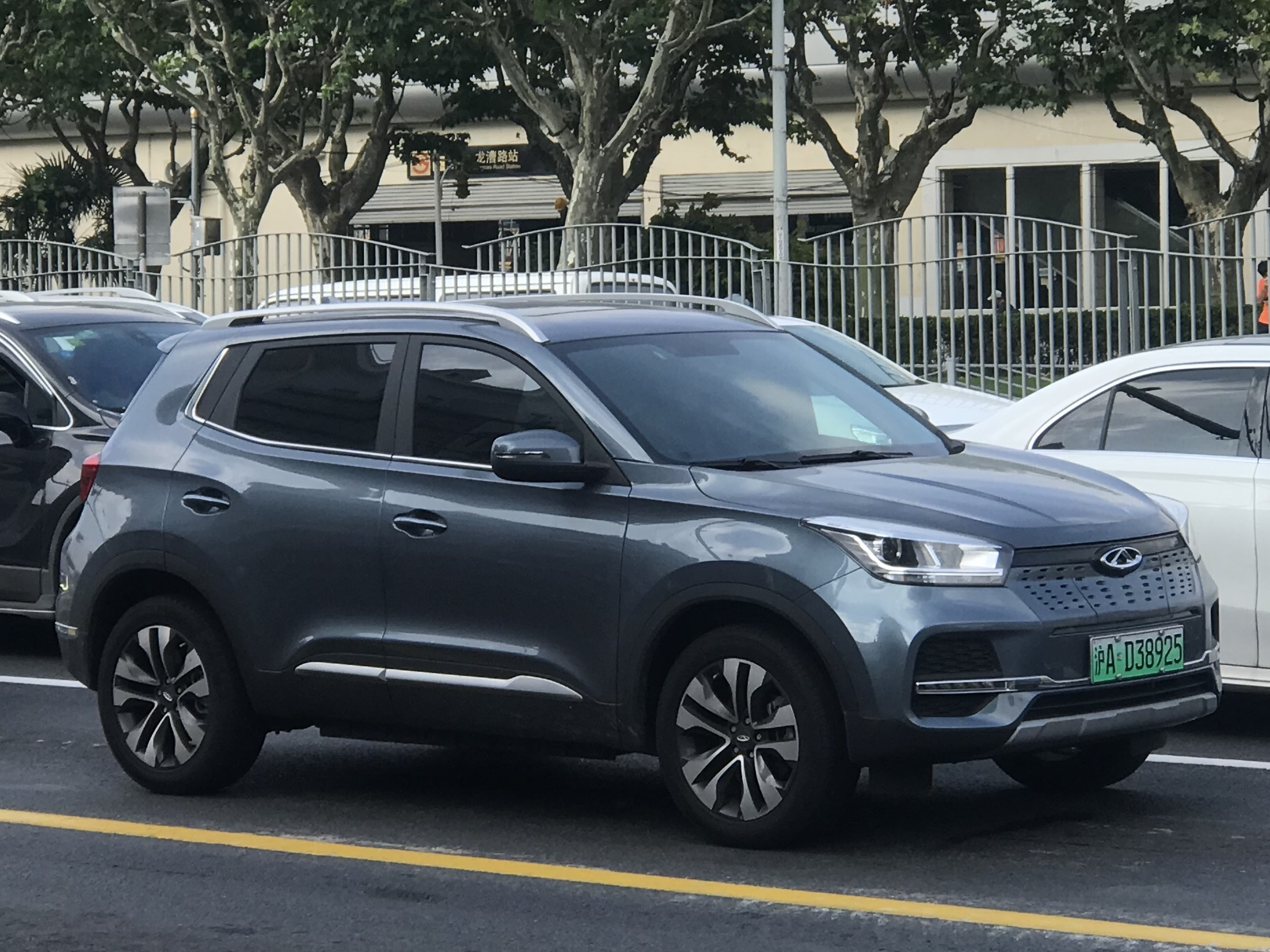
Chery Tiggo e

В 2017 році представили Chery Tiggo 4. На китайського ринку автомобіль отримав назву «Tiggo 5X». Модель створена на платформі T1X, що і Tiggo 7. Передня підвіска стійки МакФерсон, ззаду - багатоважільна підвіска. Привод тільки передній.
Базова версія Автомобіля включає: щоденні ходові вогні системи, LED, система кругового контролю, ABS з EBD + ESP, дві подушки безпеки, 17-дюймові колеса, мультимедійна система з сенсорним екраном і можливістю синхронізації смартфона. За доплату можна отримати панорамну кришу, салон з алькантари, камеру заднього виду, електропривід водійського сидіння.
Колісна база у Tiggo 4 — 2630 мм при довжині в 4338 мм. Фари головного світла — галогенні. «Противотуманки» вміють заглядати в повороти, що дуже зручно. Вони реагують на поворот керма на швидкості орієнтовно до 20 км/год. Заявлений виробником кліренс — 171 мм. Цього значення цілком достатньо для заїзду на бордюри, або виїзду на пікнік по ґрунтовій дорозі. Але позашляхові можливості серйозно обмежуються трансмісією.
Щиток приладів має в центрі 4,8-дюймовий LCD-дисплей бортового комп'ютера. «Чері» має вбудований аналог Apple CarPlay.
Паспортний об'єм багажника — 340 літрів. 

### Двигуни
- 1.5 л TCI SQR4T15B I4 147 к.с. 210 Нм
- 2.0 л DVVT SQRD4G20 I4 122 к.с. 180 Нм

## Tiggo 5

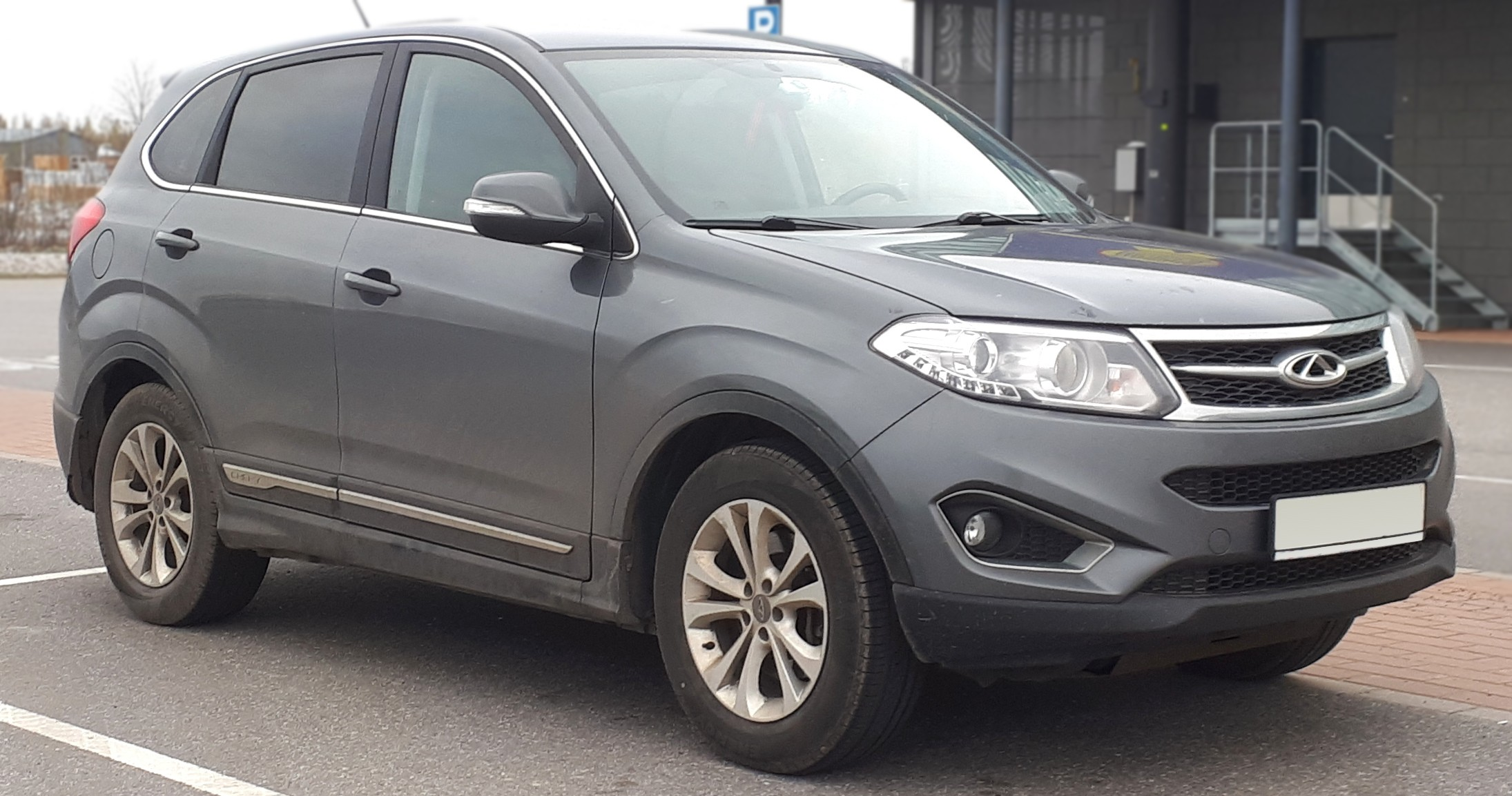
Chery Tiggo 5

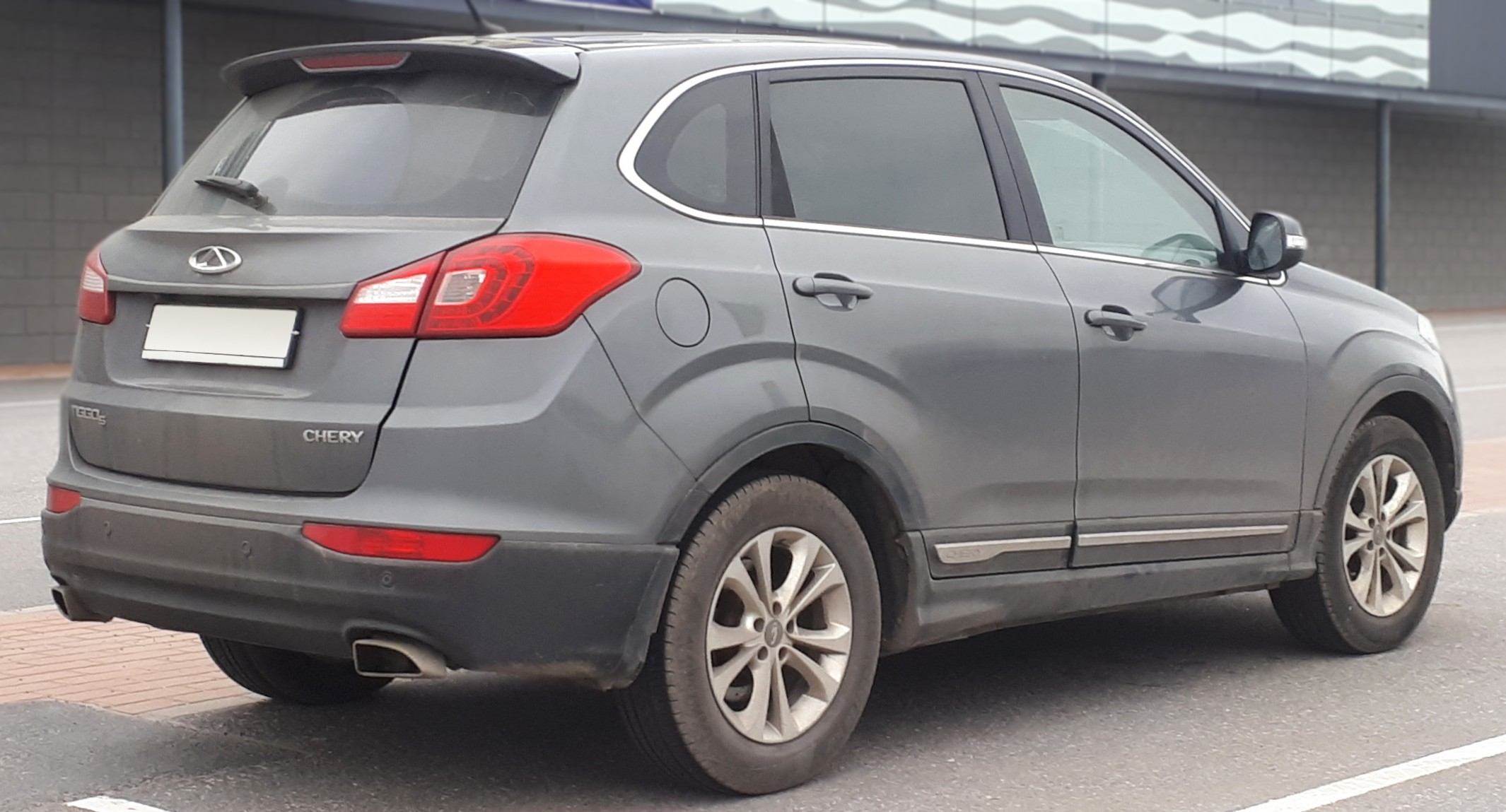
Chery Tiggo 5

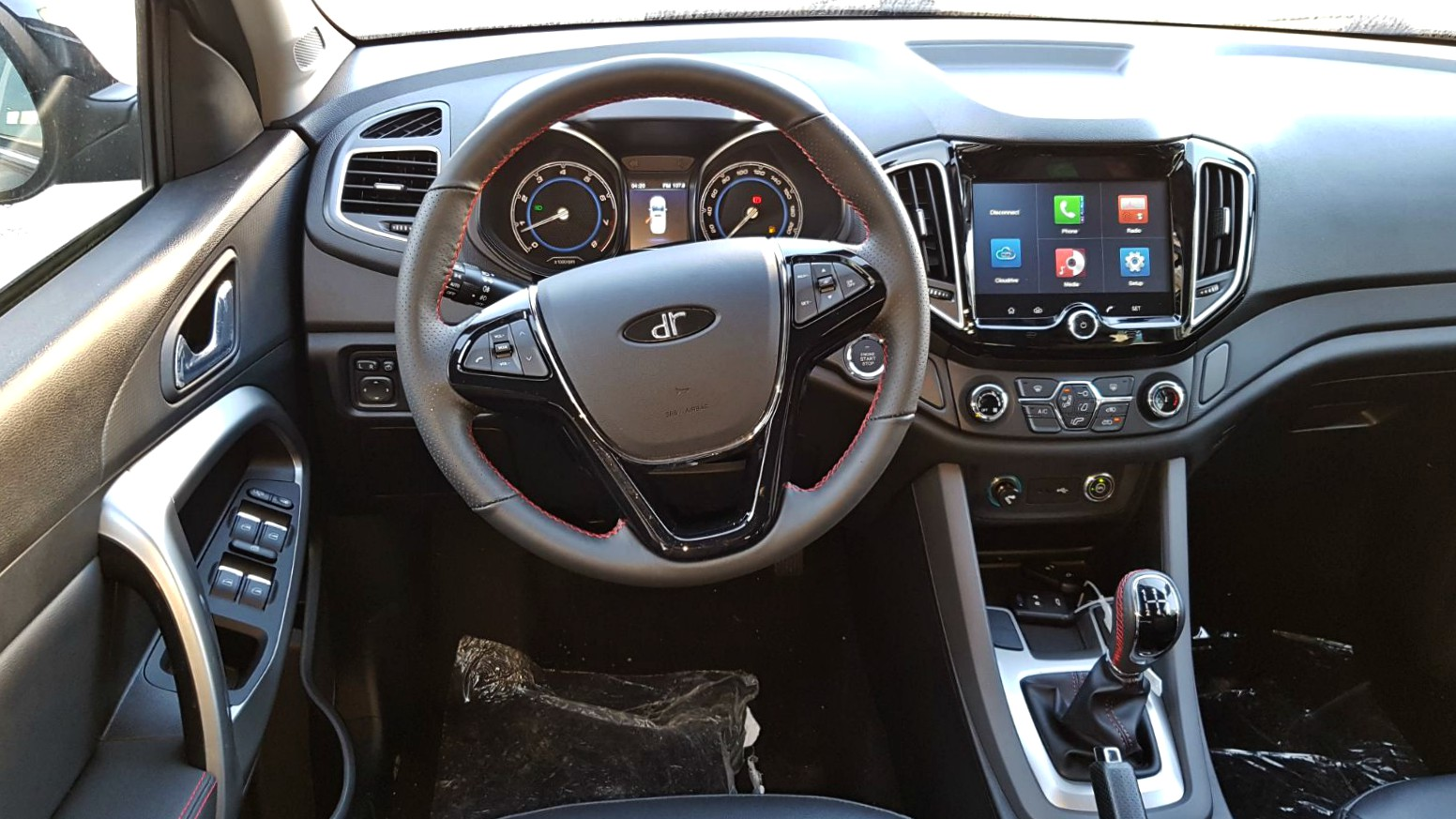
Салон

Дебют Chery Tiggo 5 (T21) відбувся на автосалоні в Гуанчжоу в кінці листопада 2013 року. Новий Chery має 4506 мм у довжину, 1841 мм в ширину і 1740 мм у висоту при колісній базі в 2610 мм, кліренс складає 190 мм. Під капотом нового Tiggo 5 є 2,0-літровий 132-сильний двигун, який працює в парі з 5-ступінчастою механічною трансмісією або 7-ст. автоматичною коробкою, привід тільки передній. Автомобіль збудовано на платформі Chery A19 і оснащується передньою незалежною підвіскою McPherson і задньої напівзалежною балкою. Надалі в 2015 році до нього приєднався 1,5-літровий турбодвигун потужністю 152 к.с. На деяких ринках модель називається Chery Grand Tiggo.
В Італії автомобіль продається з вересня 2017 року під назвою  DR 6 з 1,5 л турбодвигуном.

### Двигуни
- 1.5T І4 147-152 к.с.
- 2.0 л DVVT SQR484F І4 132-143 к.с. 182 Нм

## Tiggo 7

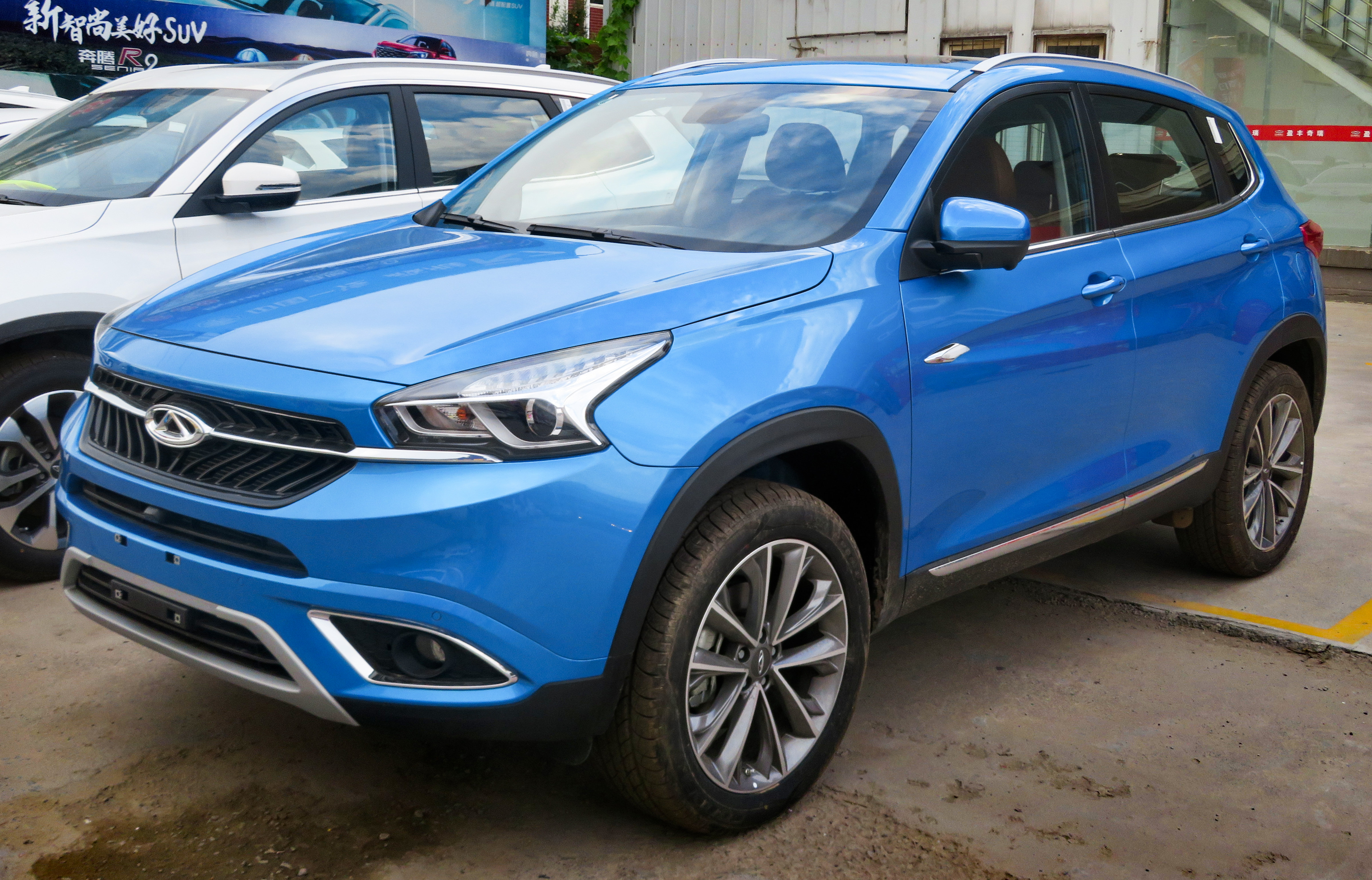
Chery Tiggo 7

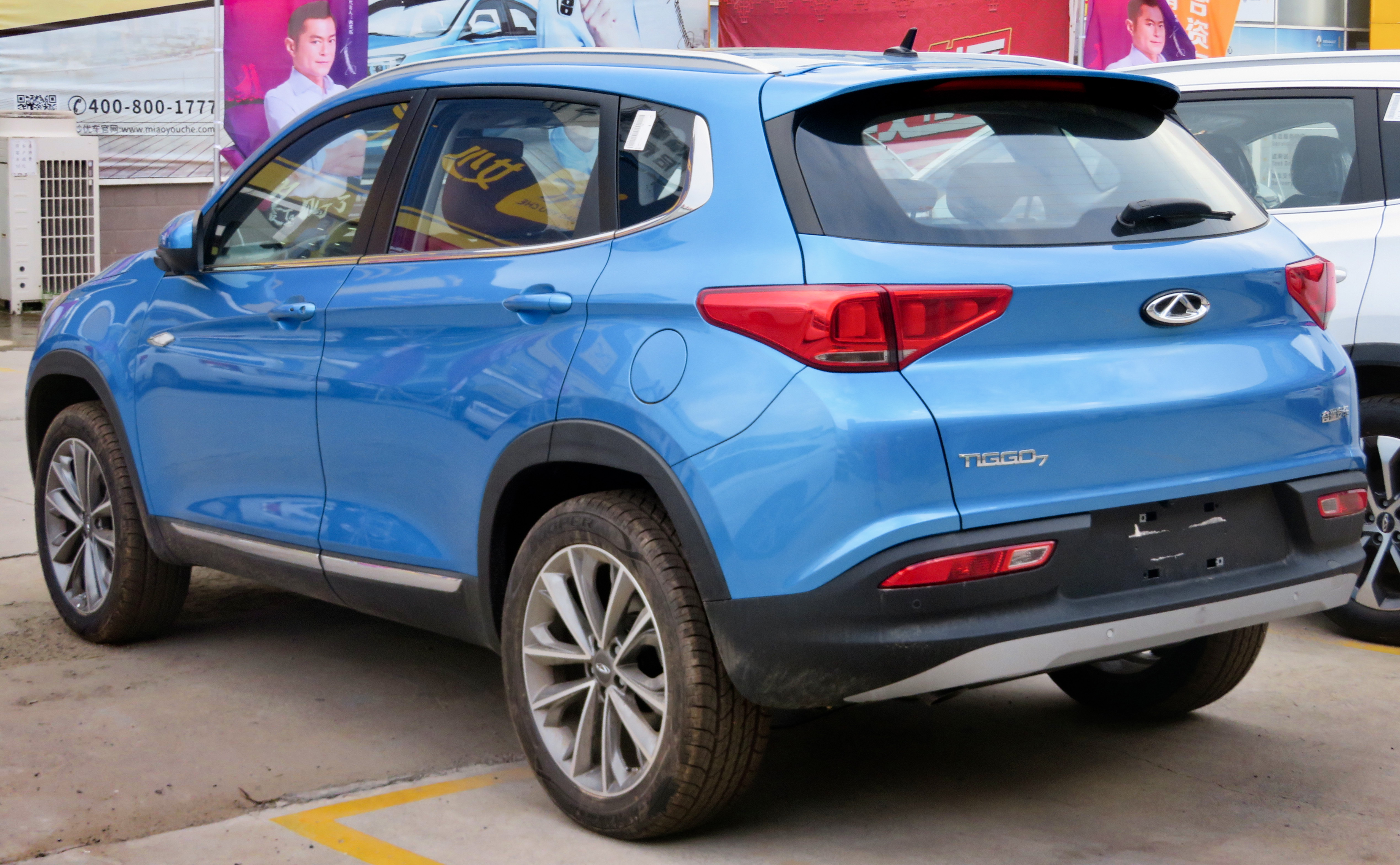
Chery Tiggo 7

### Перше покоління (2016-2020)
Автомобіль дебютував на автосалоні в Пекіні в квітні 2016 року і надійшов у продаж на китайський ринок 12 вересня 2016 року. В Європі Tiggo 7 дебютував у вересні 2017 року на автосалоні IAA у Франкфурт-на-Майні. Автомобіль здудовано на платформі T1X і знаходиться на сходинку вище від Tiggo 5.
Кросовер має 4505 мм у довжину, 1837 мм в ширину і 1670 мм у висоту при колісній базі в 2670 мм. Кліренс складає 190 мм. Багажне відділення 400 л.
Варіант FLY, створений за мотивацією концепції Qoros Model Young, відрізняється зміненою решіткою і переднім бампером, а також декоративними накладами на порогах.

#### Двигуни
- 1,5 DCT 147 к.с.
- 1.5 TCI 152 к.с. 205 Нм
- 2.0 DVVT 122 к.с.

### Друге покоління (з 2020)

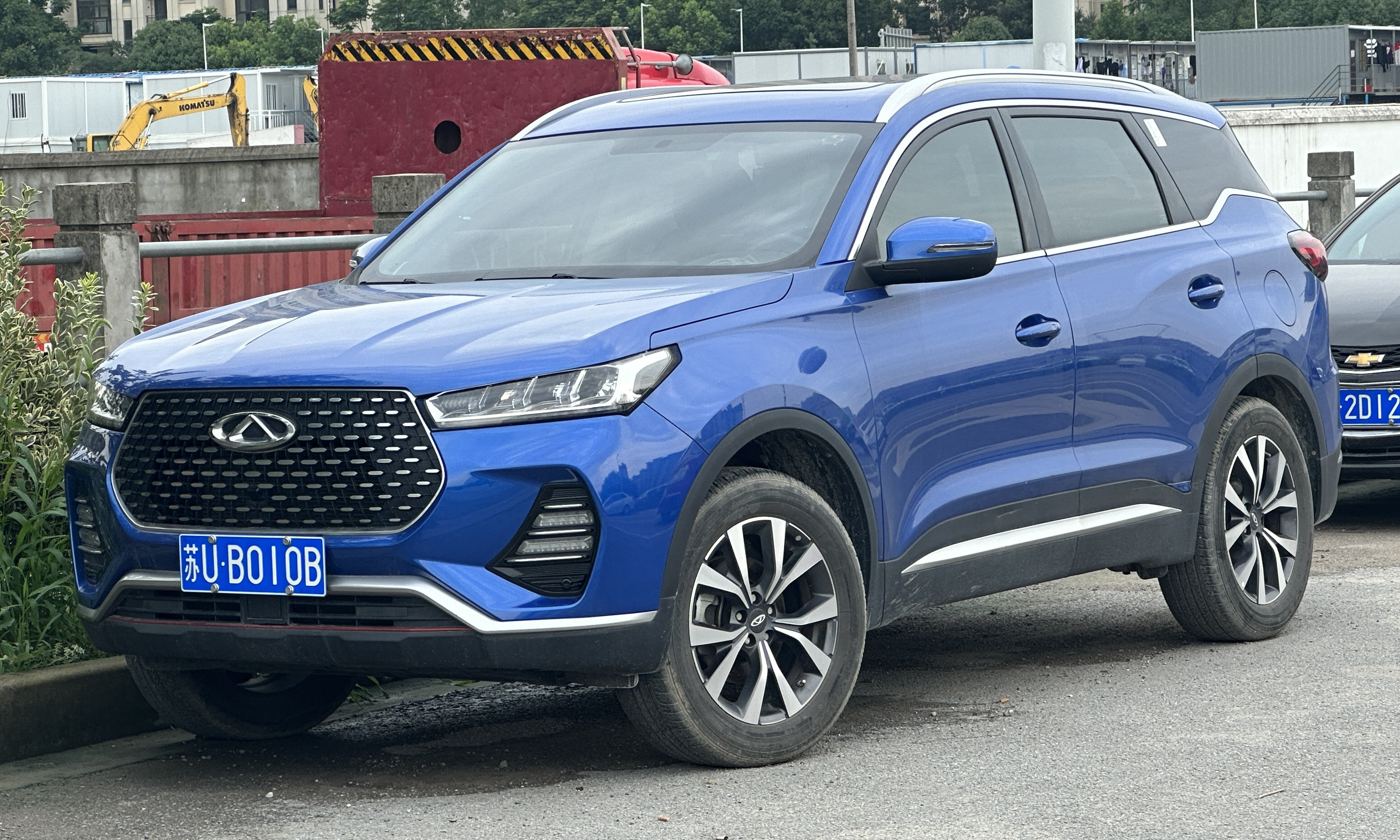
Chery Tiggo 7 II

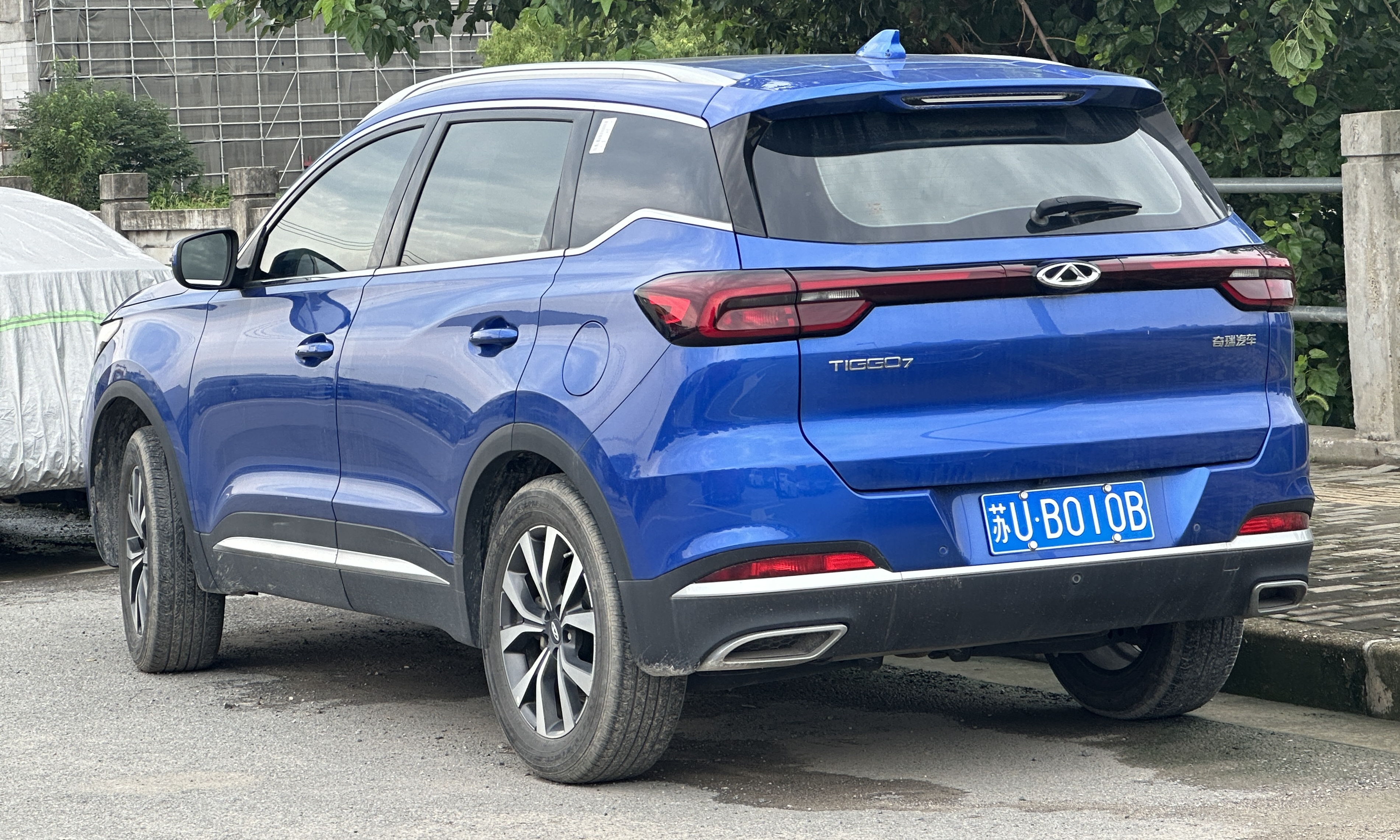

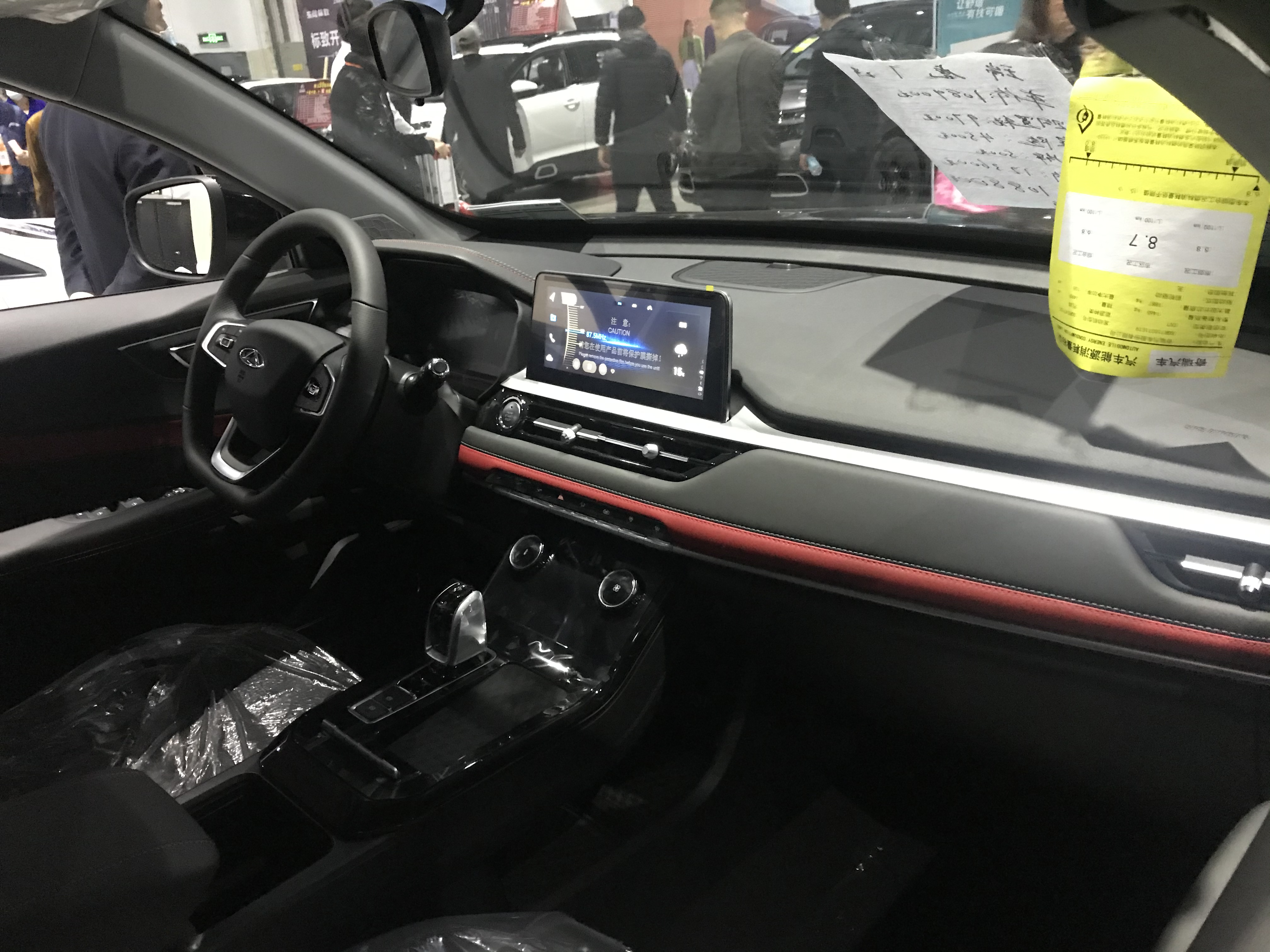

У грудні 2019 року дебютував серійний Chery Tiggo 7 другого покоління, що поступить в продаж на китайському ринку 18 лютого 2020 року. Автомобіль пропонується в двох модифікаціях: звичайний кроссовер з двигуноми 2.0 (122 к.с. 180 Hм) з варіатором або 1,5 TCI (156 к.с., 230 Нм), 6-ст. МКПП або роботом, версія Pro, оснащена наддувним двигуном 1.6 TGDI (197 к.с., 290 Нм) і 7-ст. «роботом».
Стандартний Tiggo 7 зовнішньо відрізняється від версії Pro решіткою радіатора: «сонячна галактика» проти «геометричної матриці». Розміри у обоїх одинакові: довжина - 4500 мм, ширина - 1842 мм, висота - 1746 мм, колісна база - 2670 мм.

#### Двигуни
- 1.5 л TCI I4 turbo 156 к.с. 230 Нм
- 1.6 л TGDI І4 turbo 197 к.с. 290 Нм
- 2.0 л I4 122 к.с. 180 Hм

## Tiggo 8

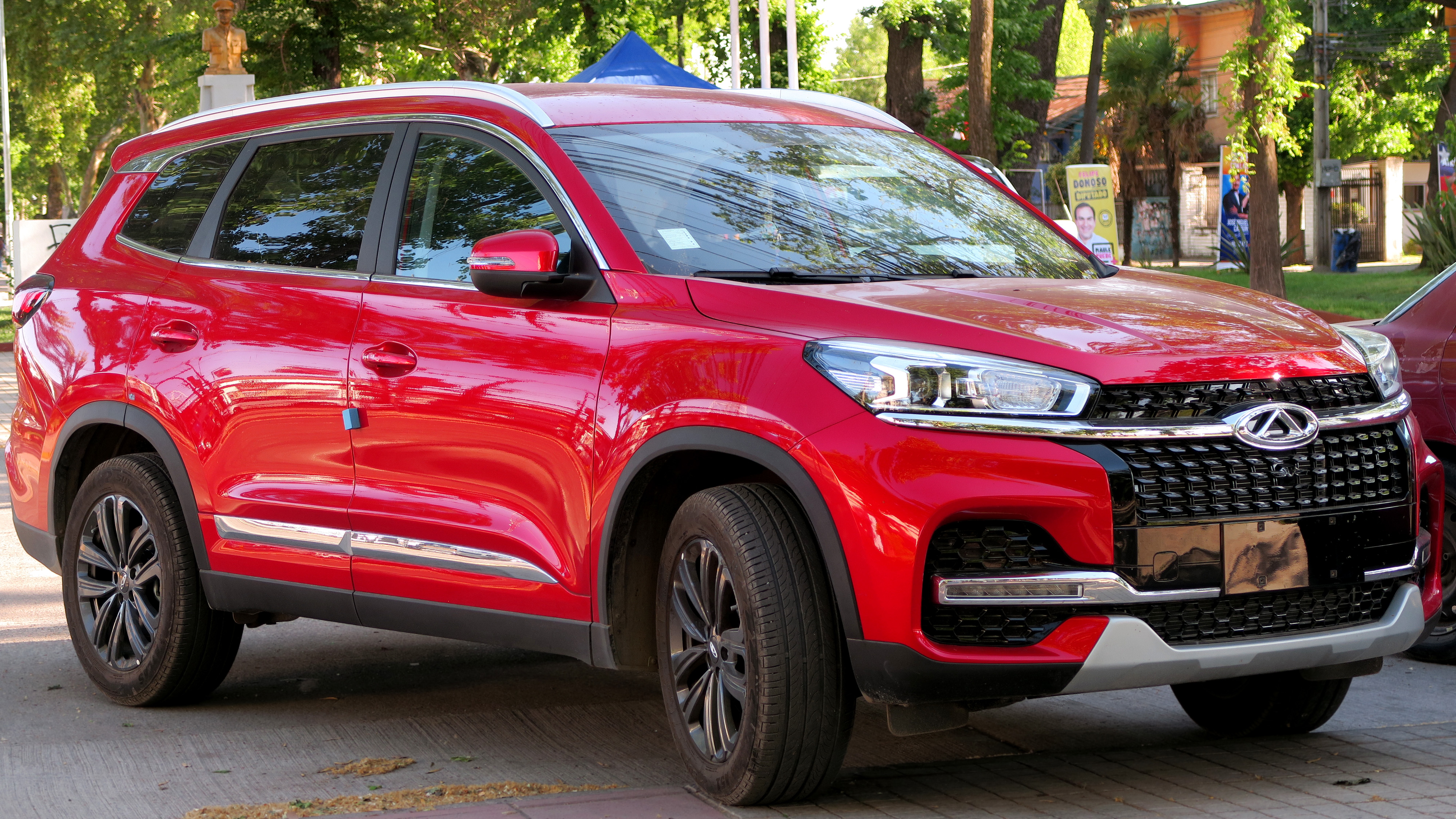
Chery Tiggo 8

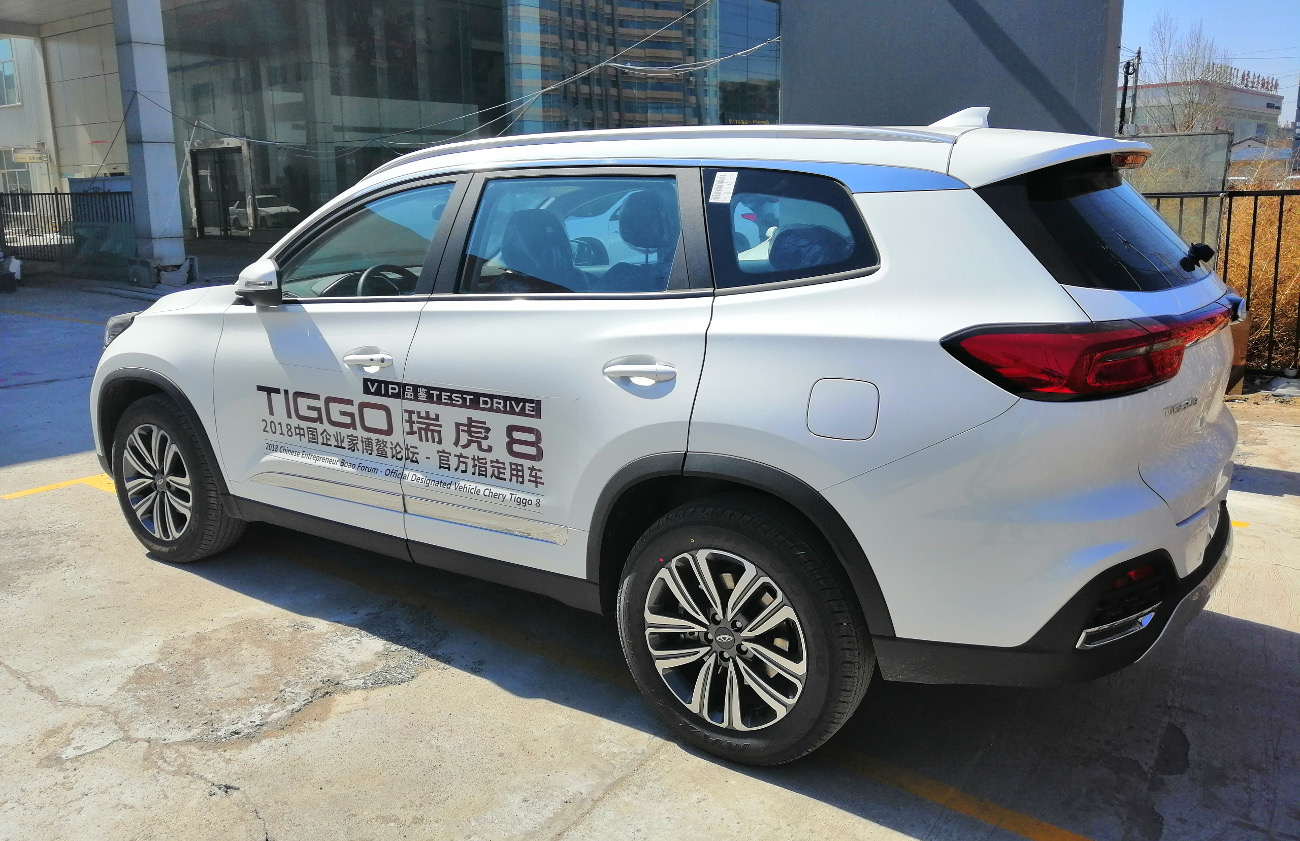
Chery Tiggo 8

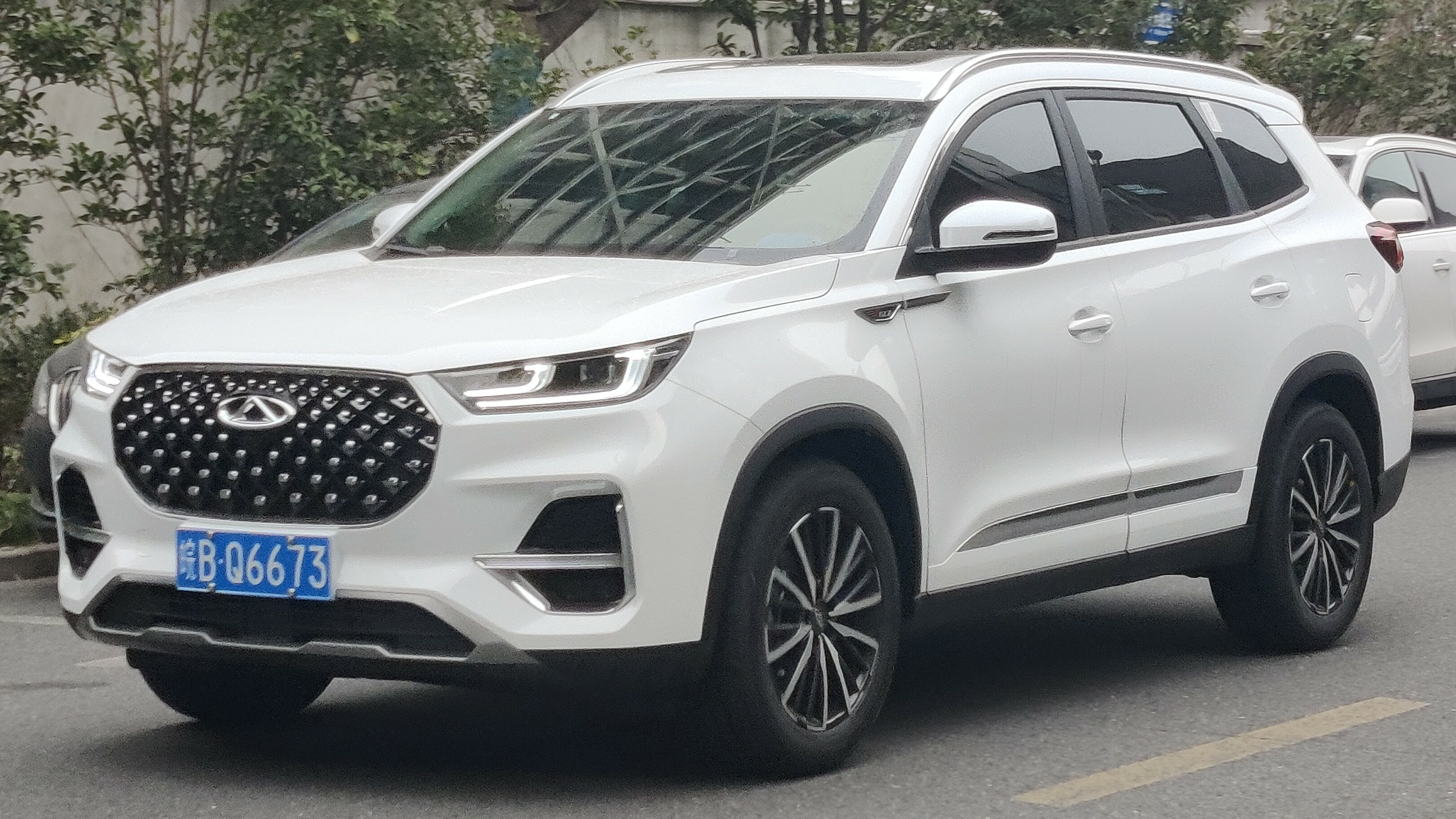
Chery Tiggo 8 Plus

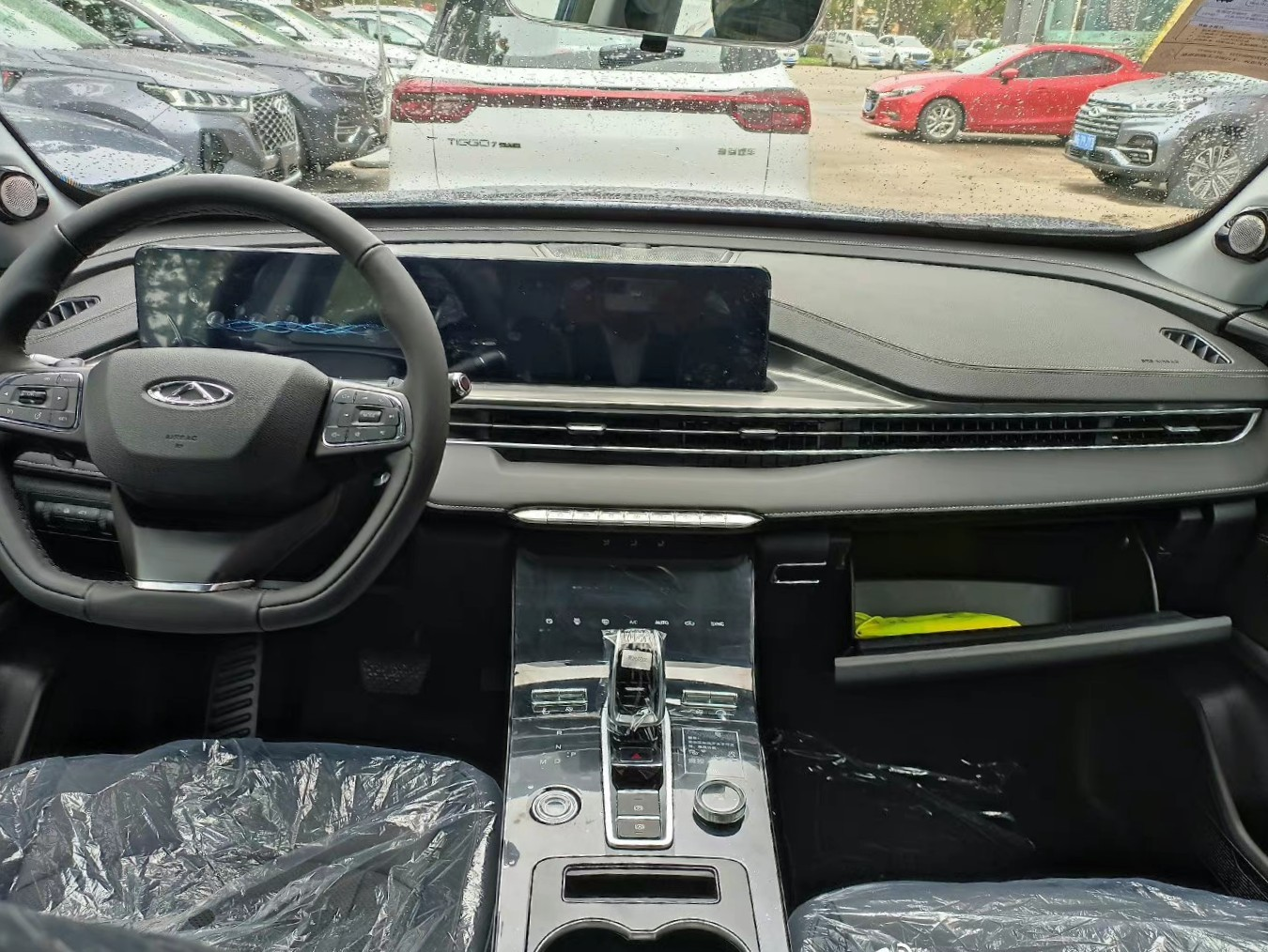

В квітні 2018 року на автосалоні в Пекіні дебютував Chery Tiggo 8. В салоні може розміститись 7 пасажирів. Довжина автомобіля 4700 мм, ширина - 1860 мм, висота - 1746 мм, колісна база - 2710 мм. Модель створена на платформі T1X, що Tiggo 5X та Tiggo 7. Передня підвіска стійки МакФерсон, ззаду - багатоважільна підвіска. Привод тільки передній.
Оновлений у 2020 році Tiggo 8 має просторий багажник: 890 літрів зі складеним третім рядом сидінь та 1900 літрів зі складеними другим і третім рядом. Двері багажника обладнані електроприводом для зручного керування через інформаційно-розважальну систему. 
Салон Tiggo 8 оформлений штучною шкірою та чорним пластиком. Інтер'єр прикрашає декоративна підсвітка. 

### Двигуни
- 1.5 л TCI I4 turbo 147 к.с. 210 Нм
- 1.6 л TGDI І4 turbo 197 к.с. 290 Нм
- 2.0 л DVVT I4 turbo 170 к.с. 250 Нм

## Tiggo 9

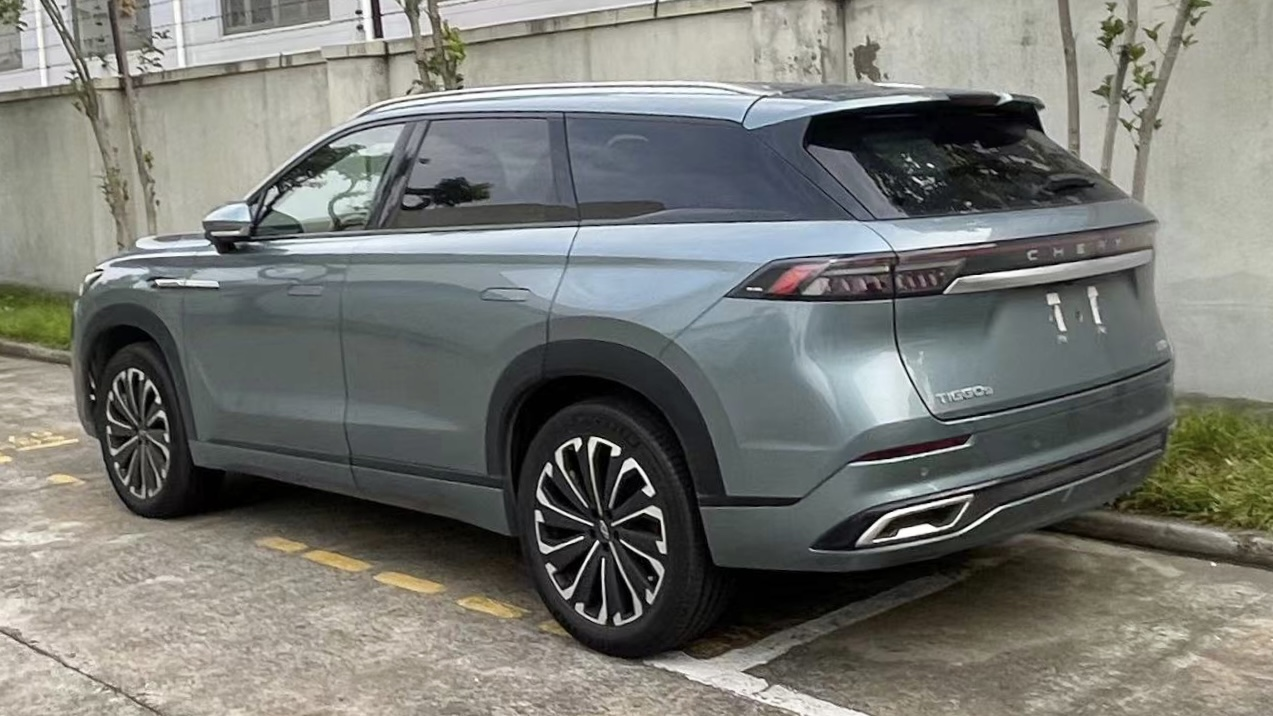
Chery Tiggo 9

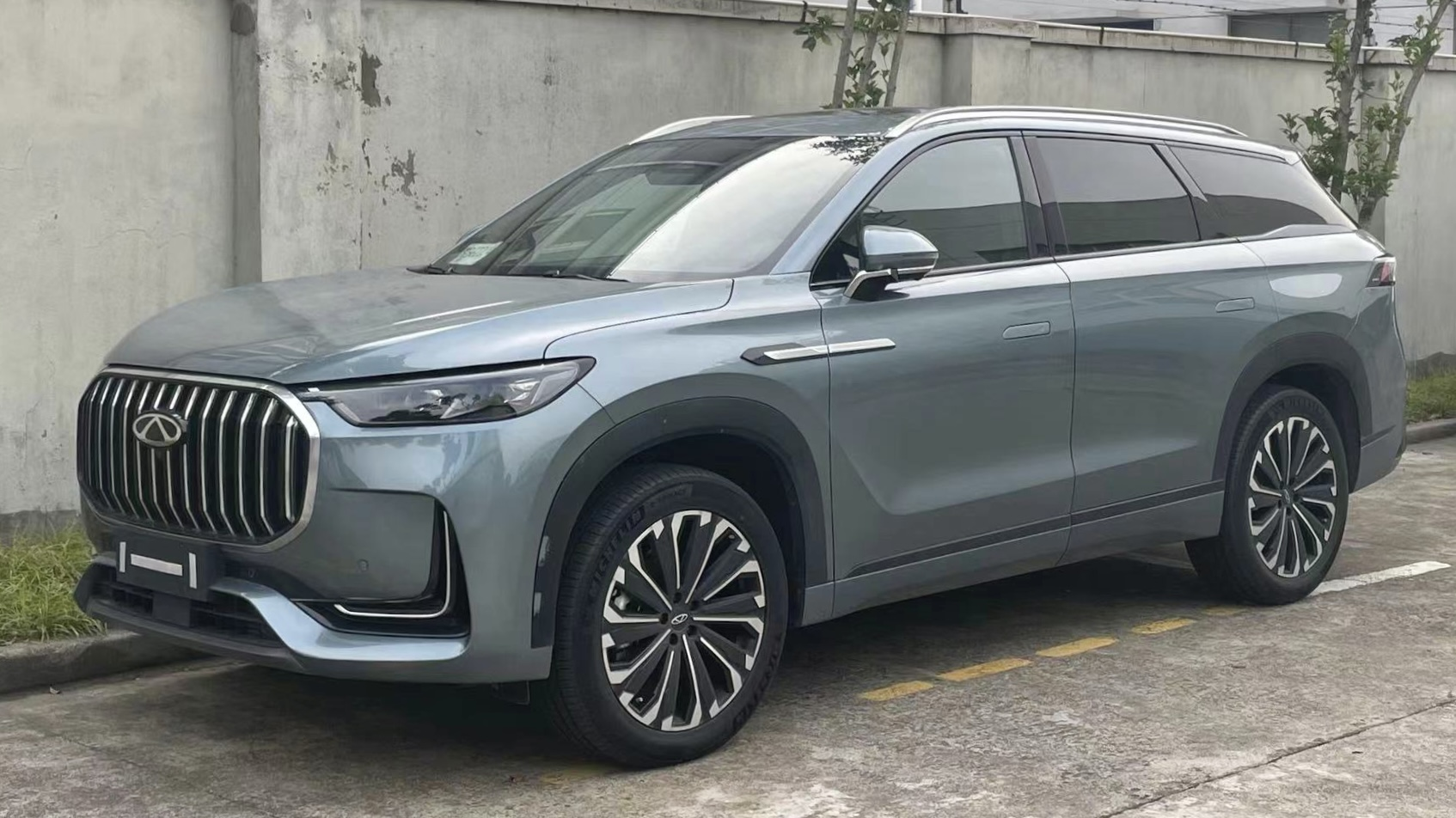
Chery Tiggo 9

Tiggo 9 позиціонується як флагман серії Tiggo і доступний як п'ятимісна і трирядна семимісна модель.

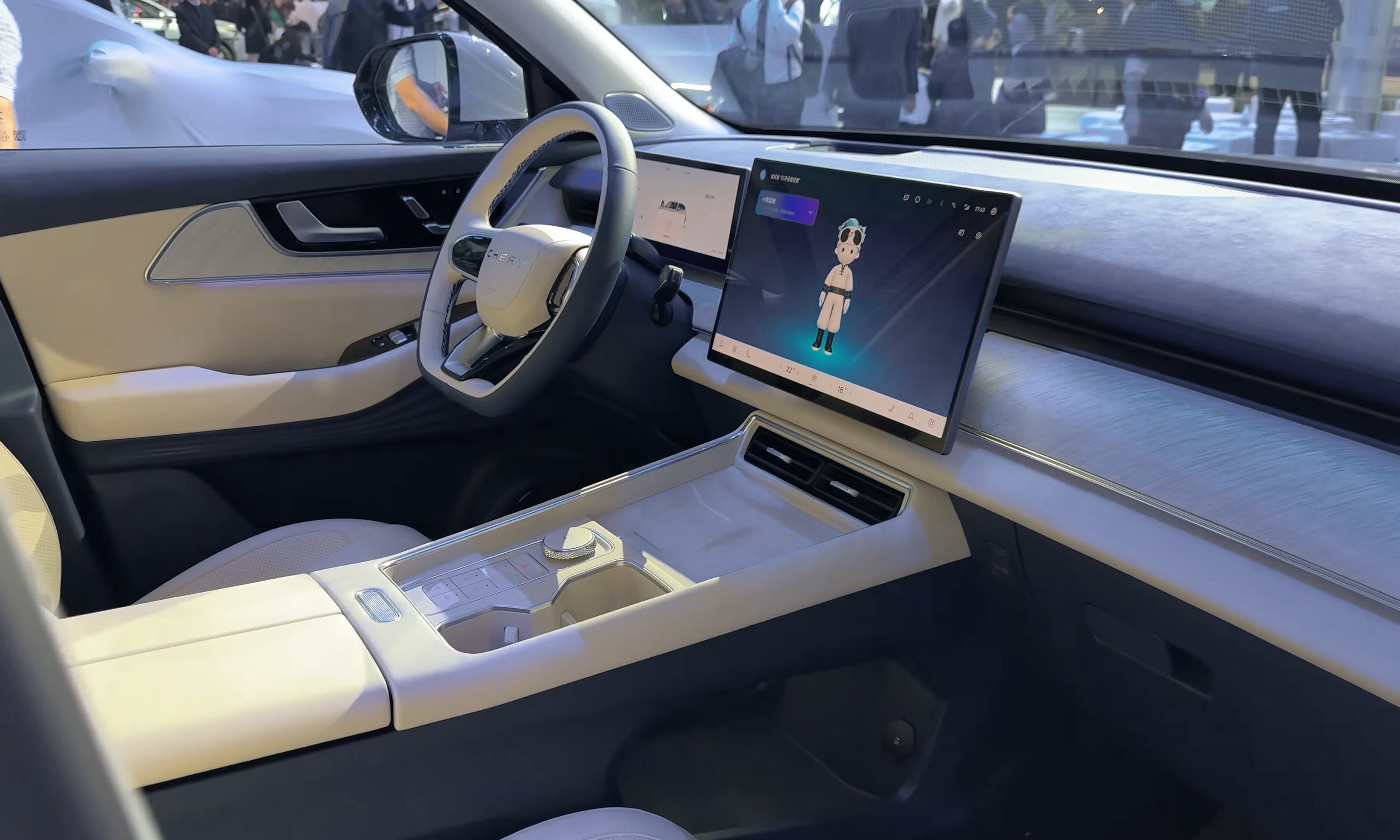

Серійний Tiggo 9 було представлено під час автосалони в Шанхаї 2023 року в Китаї. Tiggo 9 їздить на платформі unibody шасі T1X і має підвіску CDC, яка реалізує інтелектуальне повне регулювання шляхом плавного регулювання жорсткості підвіски. Стійки МакФерсон спереду і багатоважільна система задньої підвіски. Колеса 20-дюймові.

### Двигуни
- 2.0 л Acteco F4J20 turbo I4
- 2.0 л Acteco SQRD4T20 turbo I4